# طب الإنجاب

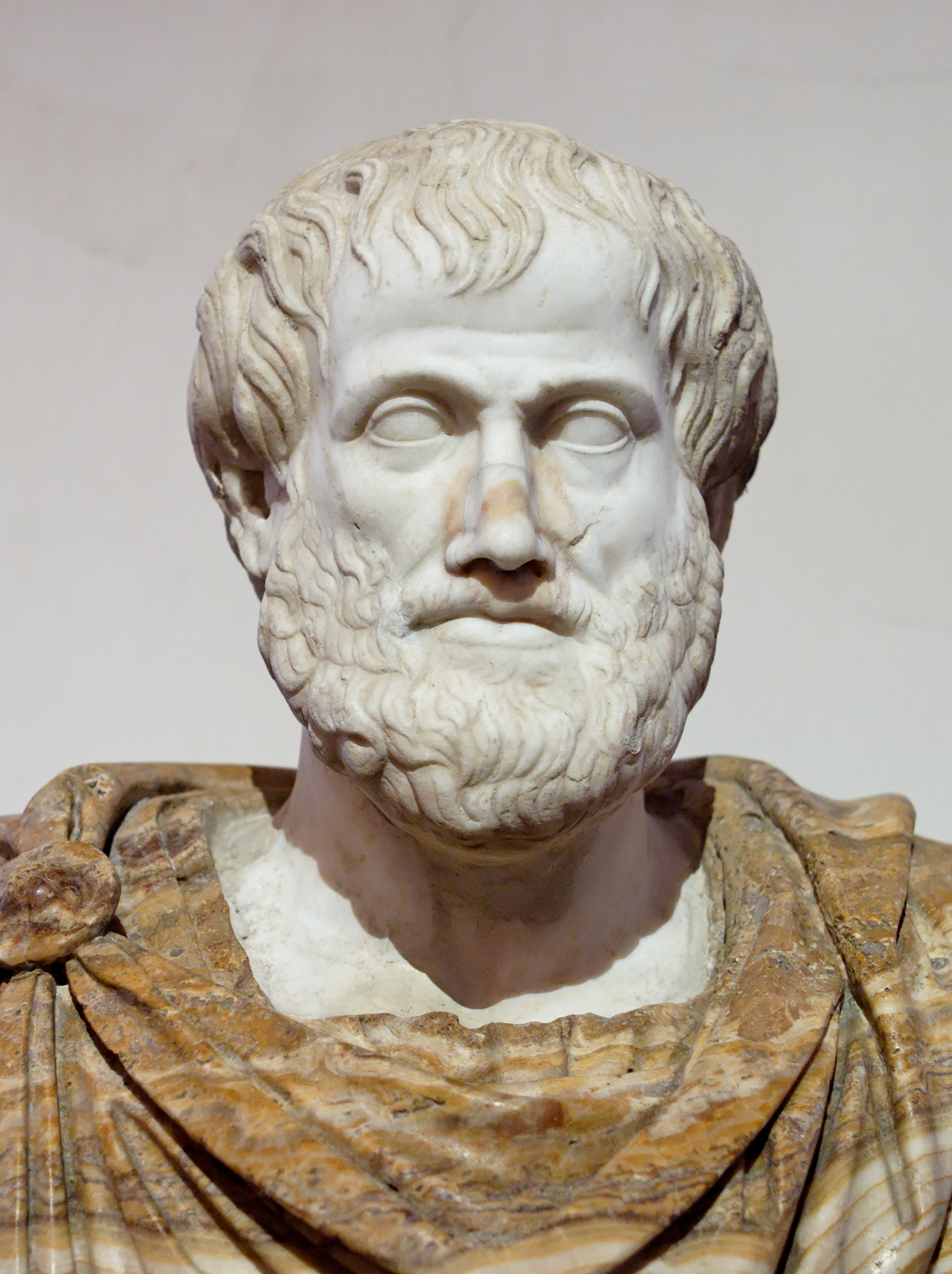

طِب الإنجاب (بالإنجليزية: Reproductive medicine)‏ وهوَ فرع من فُروع الطب التي تُعنى بِتشخيص وَعلاج مشاكل الإنجاب والوِقاية مِنها، وَتشمل أيضاً تَحسين الصِحة الإنجابية والمُحافظة عليها والسَماح للبَشر باختيار وَقت الإنجاب المُناسب لَهُم. يَعتمد هذا العِلم بِشكل أساسي على المَعرفة بالتشريح التَناسُلي وعلم وَظائف الأعضاء وعِلم الغُدد الصَماء، ويتضمن هذا العِلم الجوانب ذات الصِلة بِالبيولوجيا الجزيئية والكيمياء الحيوية وعِلم الأمراض.

## المَفهوم
يَتناول طِب الإنجاب قَضايا التَعليم الجَنسي، والبُلوغ، وَتنظيم الأسرة، وَتنظيم النَسل، والعُقم، وأمراض الجهاز التناسلي (بما في ذلك الأمراض التي تنتقل عن طريق الاتصال الجِنسي)، والعَجز الجِنسي. وَيشمل طِب الإنجاب أيضاً في النساء مَرحلة الحيض، والإباضة والحَمل وفترة انقطاع الطَمث، كَما يشمل اضطرابات الجهاز التناسلي عند المرأة والتي تؤثر على الخُصوبة.

## الأساليب
هُناك أساليب كثيرة لتقييم الطِب والصِحة الإنجابية، ومِنها: تِقنيات التَصوير، وَالطُرق المِخبرية بالإضافة إلى الجِراحة الإنجابية. وتَشمل أساليب التقييم الأساليب المُعتمدة على المَشورة.

## تاريخ
يعتقد أن دراسة طب الإنجاب تعود إلى أرسطو حيث توصل إلى «نظرية التكاثر الدموي». ومع ذلك يمكن إرجاع طب الإنجاب القائم على الأدلة إلى سبعينيات القرن الماضي. حدثت منذ ذلك التاريخ العديد من المعالم أو الأحداث الرئيسية في طب الإنجاب، بما في ذلك ولادة لويز براون، أول طفل إخصاب في المخبر عام 1978. على الرغم من ذلك، لم يصبح مبدًا سريريًا حتى عام 1989 على يد إيان تشالمرز الذي عمل على تطوير المراجعة المنهجية ومجموعة كوكرين.

## الحالات
يُعنى طب الإنجاب بمنع وتشخيص وتدبير الحالات التالية. يُبرز هذا القسم أمثلة عن عدد من الحالات الشائعة التي تؤثر على جهاز التناسل البشري.

### الأمراض المعدية
تُعد أمراض الجهاز التناسلي (RTIs) عدوى تصيب السبيل التناسلي. هناك ثلاثة أنماط من أمراض الجهاز التناسلي: أمراض الجهاز التناسلي الداخلية وعلاجية المنشأ والأمراض المنقولة جنسيًا. يُسبب زيادة عدد الجراثيم عن العدد الموجود بشكل طبيعي أمراض الجهاز التناسلي الداخلية، ومن الأمثلة عليها التهاب المهبل البكتيري.
تُعد الأمراض المنقولة جنسيًا عدوى تنتشر مع النشاط الجنسي، عادةً من خلال الجماع المهبلي والجنس الشرجي والجنس الفموي. تكون العديد من الأمراض المنتقلة جنسيًا قابلة للعلاج. من ناحية أخرى يبقى بعضها غير قابل للعلاج مثل مرض الإيدز. قد يكون منشأ الأمراض المنقولة جنسيًا جرثوميًا أو فيرسيًا أو فطريًا ويصيب كل من الرجال والنساء.
من الأمثلة عن الأمراض المنقولة جنسيًا:
- الأمراض المنقولة جنسيًا جرثومية المنشأ:
  - داء المتدثرات
  - السيلان
  - الزهري
- الأمراض المنقولة جنسيًا فيروسية المنشأ
  - فيروس هربس
  - فيروس الورم الحليمي البشري
  - فيروس العوز المناعي البشري

### السرطان
قد تصاب العديد من أعضاء الجهاز التناسلي بالسرطان. فيما يلي بعض الأمثلة عن سرطان الجهاز التناسلي:

#### سرطان الجهاز التناسلي الأنثوي
- سرطان الثدي
- سرطان المبيض
- سرطان الرحم
- سرطان عنق الرحم

#### سرطان الجهاز التناسلي الذكري
- سرطان البروستاتا
- سرطان القضيب
- سرطان الخصية
- سرطان الثدي في الرجال
- تضحم البروستات الحميد

### الحالات التي تؤثر على الخصوبة[8]
ينطوي قسم كبير من طب الإنجاب على تعزيز الخصوبة عن كل من الرجل والمرأة.

#### أسباب العقم أو ضعف الخصوبة عند الإناث
- خلل وظيفي إباضي
  - متلازمة تكيّس المبايض
  - قصور الغدد التناسلية مع نقص موجهة الغدد التناسلية
  - قصور الغدد التناسلية مع فرط موجهة الغدد التناسلية
- خلل نُبيبي
  - مرض التهاب الحوض
  - انتباذ بطاني رحمي
  - تعقيم سابق
  - جراحة سابقة
- خلل وظيفي رحمي أو في عنق الرحم
  - شذوذات خلقية
  - أورام ليفية
  - متلازمة أشرمان
- المشاكل الهرمونية
  - قصور الدرقية
  - فرط الدرقية
  - متلازمة كوشينغ
  - فرط تنسج الدرقية الخلقي

#### أسباب العقم أو ضعف الخصوبة عند الذكور
- اضطرابات في عدد أو وظيفة النطاف
  - خصية هاجرة
  - خُبن الصبغي واي
  - دوالي الخصية
  - قصور الغدد التناسلية مع نقص موجهة الغدد التناسلية
  - قصور الغدد التناسلية مع فرط موجهة الغدد التناسلية
- خلل نُبيبي
  - شذوذات خلقية
  - عدوى جنسية سابقة
  - قطع القناة المنوية
- مشاكل في توصيل النطفة
  - قذف مبكر
  - أذية في الأعضاء التناسلية
  - دفق رجوعي
  - أمراض وراثية معينة

### الشذوذات الخلقية

#### الشذوذوات الخلقية في الجهاز التناسلي الأنثوي[9]
- شذوذات عنق الرحم
  - عدم تخلق عنق الرحم
  - عنق الرحم مضاعف
- شذوذات في غشاء البكارة
  - غشاء بكارة غير مثقوب
  - غشاء بكارة دقيق الثقب
  - غشاء بكارة محوجز
- شذوذات مهبلية
  - حاجز مهبلي مستعرض
  - حاجز مهبلي رأسي أو عمودي
  - عدم تخلق المهبل
  - متلازمة ماير- روكيتانسكي- كوستر- هاوزر (عدم تنسج المهبل)
- شذوذات البظر
  - نقص تنسج الشفرتين
  - فرط تنسج الشفرتين

#### الشذوذوات الخلقية في الجهاز التناسلي الذكري[10]
- خصية هاجرة
- إحليل تحتي
- إحليل أو مبال فوقاني

### الاضطرابات الغدية[11]

#### اضطرابات عائدة لفرط الهرمونات
- متلازمة تكيّس المبايض
- ورم الخلايا الحبيبية
- ورم خلايا ليدينغ
- ورم مسخي

#### اضطرابات عائدة لعوز الهرمونات
- قصور الغدد التناسلية
- متلازمة تيرنر
- متلازمة كلاينفيلتر

#### اضطرابات عائدة لفرط الحساسية تجاه الهرمونات
- الشعرانية مجهولة السبب

#### اضطرابات عائدة لمقاومة الهرمونات
- متلازمة نقص الإندروجين
- عوز 5-ألفا ريدوكتاز

#### أورام غدية غير فعالة
- أكياس مبيضية
- سرطانة
- ورم مسخي
- ورم منوي

#### اضطرابات غدية ثانوية (منشأ نخامي)
- ورم النخامية الموجهة للغدد التناسلية
- قصور النخامية
- متلازمة كالمان

## المَراجع
1. ↑  "KKIVF Centre". KK Women's and Children's Hospital. SingHealth. مؤرشف من الأصل في 2016-09-19. اطلع عليه بتاريخ 2015-12-04.
2. ↑  "Fertility and Reproductive Medicine". Washington University Physicians. Barnes-Jewish Hospital and St. Louis Children's Hospital. مؤرشف من الأصل في 2019-05-20. اطلع عليه بتاريخ 2015-12-04.
3. ↑  "The Society of Reproductive Surgeons". مؤرشف من الأصل في 2017-03-05. اطلع عليه بتاريخ 2015-12-04.
4. ↑  Kremer، J. (20 ديسمبر 2003). "The haematogenous reproduction theory of Aristotle". Nederlands Tijdschrift voor Geneeskunde. ج. 147 ع. 51: 2529–2535. ISSN:0028-2162. PMID:14735853.
5. ↑  Johnson، Martin H. (مارس 2013). "The early history of evidence-based reproductive medicine". Reproductive Biomedicine Online. ج. 26 ع. 3: 201–209. DOI:10.1016/j.rbmo.2012.11.010. ISSN:1472-6491. PMID:23273757.
6. ↑  "Sexually Transmitted Diseases". www.fhi360.org. مؤرشف من الأصل في 2015-08-01. اطلع عليه بتاريخ 2019-09-25.
7. ↑  Scott, G.R. (2014). 'Sexually transmitted infections', in Walker, B.R. (ed.) Davidson's Principles & Practices of Medicine. Edinburgh: Elsevier, pp. 411-426
8. ↑  Strachan, M.W.J., Newell-Price, J. (2014). 'Endocrine disease', in Walker, B.R. (ed.) Davidson's Principles & Practices of Medicine. Edinburgh: Elsevier, pp. 760
9. ↑  "Center for Congenital Anomalies of The Reproductive Tract | Conditions We Treat | Boston Children's Hospital". www.childrenshospital.org. مؤرشف من الأصل في 2019-09-25. اطلع عليه بتاريخ 2019-09-25.
10. ↑  "Congenital Anomalies of the Bladder and Genitalia". Cleveland Clinic (بالإنجليزية). Archived from the original on 2019-09-25. Retrieved 2019-09-25.
11. ↑  Strachan, M.W.J., Newell-Price, J. (2014). 'Endocrine disease', in Walker, B.R. (ed.) Davidson's Principles & Practices of Medicine. Edinburgh: Elsevier, pp. 758